# Гулякин, Михаил Филиппович
Михаи́л Фили́ппович Гуля́кин (22 июля 1918 — 27 июня 1999) — советский военный медик, онколог, главный онколог Главного военного клинического госпиталя имени Н. Н. Бурденко, полковник медицинской службы. Герой Социалистического Труда (1978), заслуженный врач РСФСР.

## Биография
Родился в селе Акинтьево Чернского уезда Тульской губернии (на территории нынешнего Чернского района Тульской области) в семье крестьянина, будущего председателя колхоза. Русский. После окончания семилетки поступил в машиностроительный техникум в городе Орёл. На втором курсе оставил учёбу, вернулся в родное село и стал работать в совхозе «Спартак». Экстерном сдал экзамены за вечерний рабфак.
С 1937 года учился сначала на лечебном, а затем на военном факультете 2-го Московского медицинского института. В институте, начиная с третьего курса, занимался в хирургическом научном кружке. Участвовал вторым ассистентом в сложных операциях, которые делали профессор И. Г. Руфанов, доценты И. И. Михалевский и М. Д. Верёвкин. Одновременно с учёбой занимался парашютными прыжками в клубе Осоавиахима.
В РККА официально с июля 1940 года. Начало Великой Отечественной войны застало М. Ф. Гулякина в летнем военном лагере под Ржевом. Через некоторое время возвратился в Москву, за 3 месяца окончил последний курс института, получил диплом и был направлен в регулярную армию.
В январе 1942 года Гулякин был назначен начальником медицинской службы 2-го батальона 1-й воздушно-десантной бригады 1-го воздушно-десантного корпуса.
Боевое крещение Михаил Филиппович получил в ходе битвы за Москву. В декабре 1941 года участвовал в десантировании и боевых действиях на рокадной дороге между Можайским и Калужским шоссе. В январе 1942 года корпус перебросили на Волховский фронт, и до июня 1942 года Гулякин лечил раненых и сам участвовал в десантировании и боях в районе Старой Руссы и Демянска.
В июле 1942 года 1-й воздушно-десантный корпус был преобразован в 37-ю гвардейскую стрелковую дивизию, а гвардии лейтенант Гулякин был назначен командиром приёмно-сортировочного взвода 38-го отдельного гвардейского медсанбата. В этой должности участвовал в ожесточённых боях Сталинградской битвы в Малой излучине Дона и в заводских посёлках Сталинграда. Ему приходилось оперировать в донской степи под Сталинградом и на правом берегу Волги во время бомбёжек и артиллерийских обстрелов. Во время Сталинградской битвы случались дни, когда на каждого хирурга медсанбата приходилось до 100 раненых в сутки.
Затем вместе со своим медсанбатом и дивизией в составе 65-й армии Центрального, Белорусского, 1-го и 2-го Белорусского фронтов Гулякин участвовал в боях на Курской дуге, в форсировании Днепра, в Белорусской операции, в боях на реке Нарев в Польше, в Млавско-Эльбингской операции, в боях за города Грауденц, Данциг и Штеттин, победу встретил в Германии на берегу Балтийского моря в звании гвардии майора и должности главного хирурга 38-го отдельного гвардейского медсанбата, командира операционного взвода. За 4 военных года в трудных и опасных условиях он сделал, спасая раненых, около 14 тысяч операций. В их числе были и очень сложные — 2500 по поводу ранений в грудь и 700 — в живот.
После войны М. Ф. Гулякин несколько лет служил в Группе советских оккупационных войск в Германии. Ему чаще всего приходилось оперировать фронтовиков, которых приводили на операционный стол последствия ранений.
М. Ф. Гулякин выбрал борьбу с одной из наиболее тяжёлых болезней — раком. С 1949 года он работал в Главном военном клиническом госпитале имени Н. Н. Бурденко старшим ординатором. Затем в 1960 году стал начальником хирургического отделения и, наконец, главным онкологом.
За время своей работы в госпитале полковник медицинской службы М. Ф. Гулякин сделал более 20 тысяч операций различной сложности, сохранил и продлил жизнь большому количеству больных, воспитал около 30 молодых военных хирургов. Ему было присвоено звание «Заслуженный врач РСФСР». Написал автобиографическую книгу «Будет жить!», которая была издана в Москве в 1989 году.
Указом Президиума Верховного Совета СССР от 21 февраля 1978 года за заслуги в развитии советской военной медицины, большой вклад в дело медицинского обеспечения боевых действий войск в годы Великой Отечественной войны и в связи с 60-летием Советской Армии и Военно-Морского Флота Гулякину Михаилу Филипповичу присвоено звание Героя Социалистического Труда.
В октябре 1985 года полковник М. Ф. Гулякин уволен в отставку по возрасту. Жил в Москве. Скончался 27 июня 1999 года. Похоронен в Москве на Троекуровском кладбище.

## Награды и звания
- Медаль «Серп и Молот» Героя Социалистического Труда (21.02.1978)
- Орден Ленина (21.02.1978)
- Ордена Отечественной войны I степени (11.03.1985) и II степени (13.03.1945)[4]
- Орден Трудового Красного Знамени
- Два Ордена Красной Звезды (13.10.1943, …)[5]
- Орден «За службу Родине в Вооружённых Силах СССР» III степени
- Медаль «За оборону Сталинграда»[5] и ряд других медалей
- Заслуженный врач РСФСР

## Сочинения
- Гулякин М. Ф. «Будет жить!.» — М.: Воениздат, 1989. — 365 с. — (Воен. мемуары).; ISBN 5-203-00481-1.
- Гулякин М. Ф. Спешим к раненым. // Военно-исторический журнал. — 1985. — № 6. — С.46-51.